# Антоний (Подольский)
Антоний (ум. не позднее 1634) — инок Русской православной церкви и духовный писатель

 XVII века.

## Биография
О детстве и мирской жизни Антония сведений практически не сохранилось, да и последующие биографические данные о нём очень скудны и отрывочны; известно, что инок Антоний пришёл в десятых годах XVII века из Подолья в Москву; служил подьячим Денежного стола Разряда имея оклад в 33 рубля.
Принимал деятельное участие в споре о слове «и огнем» в молитве на Богоявление, которое вычеркнули справщики Требника Дионисий Радонежский, Арсений Глухой и их товарищи. Свои мысли о важности этого слова Антоний изложил в сочинении «Об огни просветительном», которое известно только по пространным опровержениям московского книжника Ивана Васильевича Наседки.
В 1618 году состоялся Собор, который осудил Дионисия Радонежского и его сподвижников, но в 1619 году в Москву прибыл Патриарх Иерусалимский Феофан XIV и собрал новый Собор, который Троицких справщиков оправдал, а Антоний Подольский был отправлен в ссылку валовым писцом на Двину (1621/22).
Около 1626 года Антоний был назначен подьячим в город Козельск для «селитренного варения».
В середине 1630-х гг. инок Антоний Подольский был доставлен в Москву под стражей; дальнейшая его судьба неизвестна; известно лишь что он умер в первой трети XVII века.